# Джон Ґундерсен
Джон Ґундерсен (англ. Jon Gundersen; нар. 1945, США) — американський дипломат, військовий, науковець. Тимчасово повірений у справах США в Україні.

## Життєпис
Народився в 1945 в США.
Служив моряком в торговому флоті США.
Був офіцером Армії США, учасник бойових дій у В'єтнамі, за що був нагороджений Бронзовою Зіркою.
У 1970-х брав участь в перших антитерористичних операціях США.

## Кар'єра
Працював на дипломатичній службі в Державному Департаменті США, де опікувався Скандинавським регіоном та Радянським Союзом. Працював в Посольстві США в Москві.
У 1991 призначений Генеральним консулом США в Києві. 26 грудня 1991 вручив Уряду України американську дипломатичну ноту про визнання США незалежності України.
23 січня 1992 започаткував Посольство США в Україні. З 23 січня 1992 по 9 липня 1992 Тимчасово повірений у справах США в Україні, до вступу на посаду першого посла США в Україні Романа Попадюка.
З грудня 1994 по серпень 1995 Тимчасово повірений у справах США в Естонії. Крім того працював в Посольстві США в Норвегії, Ісландії. Був політичним радником із спеціальних операцій і старшим радником із відновлення в Іраці.
Після відставки з дипломатичної служби США очолює дослідження із скандинавської тематики в Інституті дипломатичної служби (США). Навчає спеціальним операціям та роботі із таємними документами Держдепартаменту США в Національному університеті безпеки.
Очолює власну фірму «Цивільно-військові консультації Гундерсена».

## Праці
- Численні статті про Скандинавські країни, Росію та про військово-політичні питання.

## Нагороди та відзнаки
- Бронзова Зірка (США)